# Cao Thượng (xã)
Cao Thượng là một xã thuộc huyện Ba Bể, tỉnh Bắc Kạn, Việt Nam.

## Địa lý
Xã Cao Thượng có vị trí địa lý:
- Phía bắc giáp huyện Pác Nặm
- Phía đông giáp xã Thượng Giáo và huyện Pác Nặm
- Phía nam giáp các xã Thượng Giáo, Khang Ninh, Nam Mẫu
- Phía tây giáp tỉnh Tuyên Quang.

Xã Cao Thượng có diện tích 37,92 km², dân số năm 2019 là 3.653 người, mật độ dân số đạt 96 người/km².
Sông Năng chảy qua phần đông nam của xã, và có một đoạn chạy dưới lòng núi tạo thành động Puông. Ngài ra, xã còn có một số phụ lưu của sông Năng chảy qua như suối Tả Anh. Quốc lộ 279 chạy song song với sông Năng khi qua địa bàn xã.

## Hành chính
Xã Cao Thượng được chia thành 15 bản: Khuổi Tăng, Pù Khoang, Ngặm Khét, Bản Phướng, Khuổi Tàu, Phja Khính, Cốc Kè, Nặm Cắm, Cốc Mòn, Bản Cám, Nà Sliến, Khâu Luông, Khuổi Hao, Tọt Còn, Khâu Bút.